# ان‌جی‌سی ۴۱۴
ان‌جی‌سی ۴۱۴ (انگلیسی: NGC 414) نام یک کهکشان در صورت فلکی ماهی است.